# Cairbre Lifechair
Cairbre ou Coipre Lifechair (c'est-à-dire « Caibre l'amoureux de la plaine de la Liffey »), Ard ri Érenn légendaire qui aurait régné de 267 à 284 selon les dates traditionnelles des Annales des quatre maîtres. Caibre Lifechair correspond au roi « Corpre » du Baile Chuinn Chétchathaig.

## Biographie
Fils de Cormac Mac Airt et d’une princesse issue d’une dynastie du Leinster. Il devient Ard ri Érenn après le règne d’un an d’Eochaid Gonnat qui avait lui-même succédé à son père.
À cette époque Bresal Belach roi du Leinster, refuse de payer le bórama ou tribut en tête de bétail dû à l’Ard ri Érenn. Caibre le défait à la bataille de Dubchomar, et à partir de cette date le tribut aurait été versé sans contestation. Les Annales précisent que Caibre ne remporta pas moins de sept batailles contre le Munster pour affirmer sa prépondérance sur le Leinster.
Deux des fils de Caibre Fíachu Sraiptine et Eochaid Doimlen, tuèrent Óengus Gaíbúaibthech, chef des Déisi. Toutefois, les Fianna réclamèrent ensuite un tribut de 20 lingots d’or, qu’ils affirmaient être coutumier pour cette occasion.
Cairbre estima alors que les Fianna étaient devenu trop puissants et il réunit contre eux une coalition composée des hommes d’Ulaid de Connacht et du Leinster. Seul le Munster semble s’être rangé du côté des Fianna.
L’armée de Cairbre vainquit et extermina les Fianna à la bataille de Gabrair (peut être Comté de Carlow), mais Cairbre aurait été tué en combat singulier contre le petit-fils de Finn Oscar, qui mourut lui-même peu après de ses blessures.
Après la mort de Caibre Fothad Cairpthech et Fothad Airgthech, les deux fils de Lugaid mac Con, régnèrent conjointement.

## Descendance
Cairbre avait épousé Aine, une fille de Finn Mac Cumaill. Le chef des Fianna qui fut la mère de son fils Eochu Doimlén.
Caibre fut également le père de deux autres fils dont les mères restent inconnues : Eochaid et Fíachu Sraiptine.

## Sources
- Edel Bhreathnach, Editor Four Courts Press for The Discovery Programme Dublin (2005)  (ISBN 1851829547) The kingship and landscape of Tara. The legendary Conachta, Table 1 pages 340 & 341.